# Traversetolo
Traversetolo är en ort och kommun i provinsen Parma i regionen Emilia-Romagna i Italien. Kommunen hade 9 538 invånare (2018).